# 巴克斯湖 (加利福尼亞州)
巴克斯湖（英語：Bucks Lake）是位於美國加利福尼亞州普盧默斯縣的一個人口普查指定地區。

## 地理
巴克斯湖的座標為39°52′21″N 121°10′41″W / 39.87250°N 121.17806°W，而該地最高點為海拔高度1573米（即5167英尺）。

## 人口
根據2010年美國人口普查的數據，巴克斯湖的面積為26.81平方千米，當中陸地面積為26.78平方千米，而水域面積為0.03平方千米。當地共有人口4282人，而人口密度為每平方千米159人。